# Железна
Желе́зна (болг. Железна) — село в Монтанській області Болгарії. Входить до складу общини Чипровці.

## Населення
За даними перепису населення 2011 року у селі проживали 318 осіб, з них 314 осіб (99,4%) — болгари.
Розподіл населення за віком у 2011 році:
Динаміка населення: